# Tommy Casey
Thomas Casey (11 de març de 1930 - 13 de gener de 2009) fou un futbolista nord-irlandès de la dècada de 1960.
Fou internacional amb la selecció d'Irlanda del Nord amb la qual participà en la Copa del Món de futbol de 1958. Pel que fa a clubs, defensà els colors de Bangor, Leeds United FC, AFC Bournemouth, Newcastle United FC, Portsmouth FC i Bristol City FC.